# Penny Dreadful: City of Angels
Penny Dreadful: City of Angels es una serie de televisión de terror dramático creada por John Logan para Showtime. La serie es un spin-off de Penny Dreadful y fue estrenada el 26 de abril de 2020.
En agosto de 2020, la serie fue cancelada después de una temporada.

## Sinopsis
La serie está ambientada en Los Ángeles en 1938, un momento y lugar profundamente infundidos con el folklore mexicano-estadounidenses y la tensión social. Enraizada en el conflicto entre los personajes conectados con la deidad Santa Muerte y otros aliados con el Diablo, explorando así una mezcla de lo sobrenatural y la realidad del período de tiempo, creando nuevos mitos ocultos y dilemas morales en un contexto histórico.

## Reparto

### Principales
- Natalie Dormer como Magda
- Daniel Zovatto como Tiago Vega
- Jessica Garza como Josefina Vega
- Johnathan Nieves como Mateo Vega
- Nathan Lane como Lewis Michener
- Adriana Barraza como Maria Vega
- Rory Kinnear como Peter Craft
- Kerry Bishé como la hermana Molly
- Michael Gladis como Charlton Townsend

### Recurrentes
- Amy Madigan como Adelaide Finnister
- Brent Spiner como Ned Vanderhoff
- Lin Shaye como Dottie Minter
- Lorenza Izzo como la Santa Muerte
- Adam Rodríguez como Raul Vega
- Thomas Kretschmann como Richard Goss
- Dominic Sherwood como Kurt
- Ethan Peck como Hermann Ackermann
- Sebastian Chacon como Fly Rico
- Piper Perabo como Linda Craft
- Adan Rocha como Diego Lopez

## Producción

### Desarrollo
El 1 de noviembre de 2018, Showtime anunció que realizarían una continuación de Penny Dreadful (2014–16) con un nuevo capítulo llamado City of Angels. John Logan regresará para la nueva serie como showrunner, que ha estado en proceso durante meses, junto con Michael Aguilar, Sam Mendes y Pippa Harris como productores ejecutivos; y James Bagley será coproductor ejecutivo. El nuevo capítulo, se describe como un «descendiente espiritual» de la historia original de tres temporadas que se desarrolló en la época victoriana de Londres. El 31 de enero de 2019, se anunció que Paco Cabezas dirigiría múltiples episodios de la serie. El 13 de enero de 2020, se anunció que la serie se estrenaría el 26 de abril de 2020.

### Casting
El 17 de enero de 2019, se anunció que Daniel Zovatto fue elegido en un rol principal. En febrero de 2019, se anunció que Jessica Garza, Johnathan Nieves, Natalie Dormer y Nathan Lane fueron elegidos en roles principales. En marzo de 2019, se anunció que Adriana Barraza y Rory Kinnear fueron elegidos en roles principales. El 4 de abril de 2019, se anunció que Kerry Bishé fue elegida en un rol principal. El 20 de mayo de 2019, se anunció que Amy Madigan, Brent Spiner y Lin Shaye fueron elegidos en roles recurrentes. El 25 de junio de 2019, se anunció que Michael Gladis fue elegido en un rol principales, mientras que Lorenza Izzo, Adam Rodríguez, Thomas Kretschmann, Dominic Sherwood y Ethan Peck en roles recurrentes. El 29 de julio de 2019, se anunció que Sebastian Chacon fue elegido en un rol recurrente. En agosto de 2019, se anunció que Piper Perabo y Adan Rocha fueron elegidos en roles recurrentes.

### Rodaje
La serie se rodó en Los Ángeles, California en agosto de 2019 con un crédito fiscal de $24.7 millones, y empleó a más de 350 miembros del elenco, 150 equipos de producción y 10,000 extras (incluidos suplentes) y gastó un estimado de $99 millones en salarios por debajo de la línea y otros gastos calificados durante la temporada.